# Ая (богиня)
Ая або Айя (варіанти написання a-a, а також šè-ri5-da, dšè-NIR-da) — в аккадській міфології богиня світла, дружина сонячного бога Шамаша. Під час переселення аккадців до Месопотамії Ая злилася із шумерською сонячною богинею Шерідою. Була популярно серед семітських народів, її ім'я зустрічається в списку богів Угарита і використовувалося як особисті імена (Бут. 36:24, 2 Царств 3:7) та назви міст (1 Пар 7:28) у Біблії. Головними місцями культу Аї були храми під назвою Е-бабар («Білий дім») у містах Сіппар та Ларса.

## Функції
Ая переважно виконувала роль богині світла та дружини Шамаша. Наприклад, її згадано в тексті Епосу про Гільгамеша саме як дружину Шамаша. У 3 таблиці, коли Гільгамеш планує свій похід по ліванський кедр і вбивство Хумбаби, його мати, цариця Нінсун, просить Шамаша доглядати сина і охороняти його. Цариця також звертається до Аї з вимогою нагадувати чоловікові про Гільгамеша, щоб Шамаш не забував про героя навіть уночі. Нінсун радить Аї нагадувати про Гільгамеша після заходу сонця, коли богиня піклується про свого чоловіка, подає йому вечерю і напої.
У старовавилонських адміністративних документах із околиць міста Сіппар Ая разом із її чоловіком Шамашем стежить за дотриманням законів та виконує роль праведного судді. Ая і Шамаш є божествами, які «свідчать» під час укладання угод, таких як оренда поля чи будинку та видача храмових кредитів.
У міфі про подорож Нанни в Ніппур Ая асоціюється з її культовим містом Ларса і виступає богинею, яка намагається спокусити Нанну, вмовляючи його залишити цінний вантаж, який він везе, в її місті. Нанна відкидає це і продовжує подорож.

## Періодизація
Культ Шеріди був поширений у ранньодинастичний та старовавилонський періоди. Так, її згадано в тексті міфу про подорож Нанни до Ніппура, датованому старовавилонським періодом (бл. 1800 до н. е.).
Аккадське ім'я богині, Ая, зустрічається в особистих іменах ще в передсаргонівський період (XXV—XXIV ст. до н. е.). Ая була популярним божеством у старовавилонський період. У цей час у Сіппарі аккадське ім'я Ая часто використовувалося як божественний елемент імен рабинь, що належали жрицям. Аю також зображували на печатках разом із чоловіком Шамашем.
У І тисячолітті до н. е. Ая згадується в новоассирійських, ахеменідських та селевкідських текстах, зокрема, у версіях Епосу про Гільгамеша. В Уруку в селевкідський період їй робили підношення під час новорічних ритуалів, а також просили про захист, виконуючи апотропеїчні ритуали намбурбі. Ая знову стала популярною в нововавилонський період, особливо під час правління царя Набоніда, який відновив храм Шамаша та Аї в Сіппарі.